# Ivana Isailović
Ivana Isailović est une ancienne joueuse de volley-ball serbe née le 1er janvier 1986 à Šabac. Elle mesure 1,85 m et jouait au poste de centrale. Elle a totalisé 28 sélections en équipe de Serbie. Elle a mis un terme à sa carrière de volleyeuse professionnelle en 2018.

## Clubs
| Club                  | De        | À         |
| --------------------- | --------- | --------- |
| Étoile Rouge Belgrade | 2004-2005 | 2009-2010 |
| VfB Suhl              | 2010-2011 | 2012-2013 |
| Schweriner SC         | 2013-2014 | 2013-2014 |
| Wisła Warszawa        | 2015-2016 | 2015-2016 |
| MKS Kalisz            | 2016-2017 | 2017-2018 |

## Palmarès

### Équipe nationale
- Championnat d'Europe
  - Finaliste : 2007.

### Clubs
- Coupe d'Allemagne
  - Finaliste :2011.